# Disa verdickii
Disa verdickii är en orkidéart som beskrevs av De Wild. Disa verdickii ingår i släktet Disa och familjen orkidéer. Inga underarter finns listade i Catalogue of Life.